# Stephan Lerch

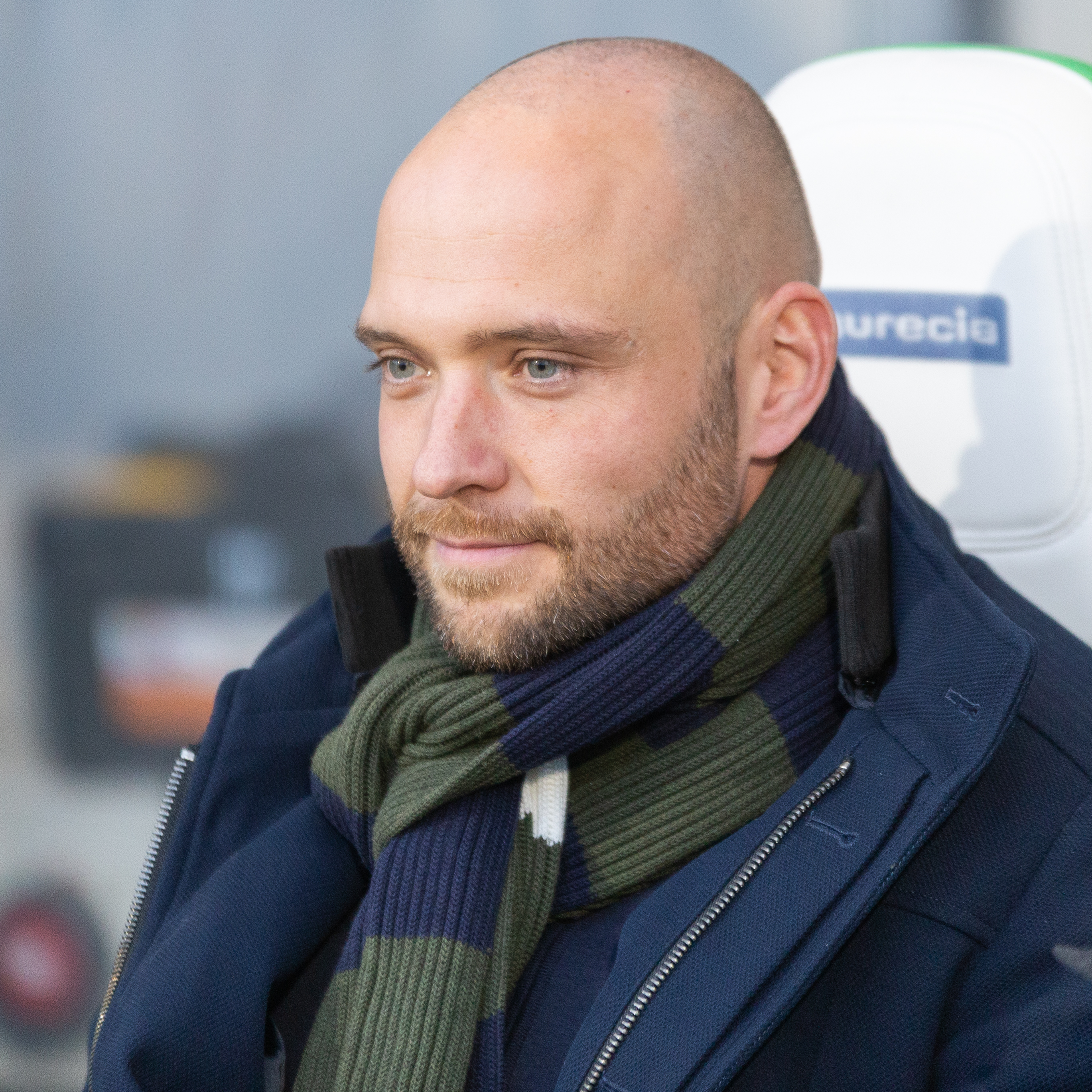
2019 als Trainer des VfL Wolfsburg

Stephan Lerch (* 10. August 1984 in Darmstadt) ist ein deutscher Fußballtrainer.

## Sportliche Laufbahn
Stephan Lerch spielte als Jugendlicher für Eintracht Frankfurt und den SV Darmstadt 98 sowie im Seniorenbereich ausschließlich für den FC Alsbach. Dem Kader des Vereins aus Alsbach-Hähnlein im Landkreis Darmstadt-Dieburg gehörte er von 2004 bis 2010 an. In der Saison 2012/13 betreute er die erste Mannschaft seines Heimatvereins in der Verbandsliga Hessen.
2013 wechselte Lerch in den Frauenfußball und übernahm das Traineramt bei der Zweitvertretung des VfL Wolfsburg. Diese betreute er zwei Jahre lang in der 2. Bundesliga Nord, ehe er als Assistent von Ralf Kellermann zur Bundesligamannschaft des VfL aufrückte. Diesen Posten hatte er wiederum zwei Jahre lang inne.
Als sich Kellermann ab dem Sommer 2017 auf die Aufgabe als sportlicher Leiter der VfL-Frauen konzentrierte, trat Stephan Lerch seine Nachfolge als Cheftrainer beim amtierenden Deutschen Meister und Pokalsieger an. In den folgenden drei Saisons konnte er jeweils den Meistertitel und den DFB-Pokal verteidigen. 2018 zog Lerch außerdem mit Wolfsburg ins Finale der Champions League ein, das jedoch mit 1:4 nach Verlängerung gegen Olympique Lyon verloren wurde.
Im August 2020 gab Lerch bekannt, dass er das Angebot des Vereins für eine weitere Vertragsverlängerung nicht annehmen und Wolfsburg im Sommer 2021 verlassen werde. In der folgenden Saison 2020/21 gelang es nicht, die vierte Meisterschaft in Folge zu erringen; der VfL wurde Vizemeister hinter dem FC Bayern München. Im DFB-Pokal wurde dafür durch ein 1:0 nach Verlängerung gegen Eintracht Frankfurt der siebte Titel nacheinander und der vierte unter Lerch gewonnen.
Lerch wurde im April 2021 als künftiger Trainer der männlichen U-17-Junioren bei der TSG 1899 Hoffenheim vorgestellt, wo er in der B-Junioren-Bundesligasaison 2021/22 auf Danny Galm folgte. Sein Nachfolger in Wolfsburg wiederum wurde Tommy Stroot.
Lerch übernahm im März 2023 das Amt des Cheftrainers bei der Frauenmannschaft der TSG 1899 Hoffenheim. Nadine Rolser wirkte ab der Entlassung Gabor Gallais im Dezember 2022 bis zum März als Interimstrainerin, da Lerch noch in der Junioren-Mannschaft der Herren gebunden war.
Zum Ende der Saison 2023/24 kündigte Lerch die Übergabe des Cheftraineramts an Theodoros Dedes an, um selbst Aufgaben im Management zu übernehmen.
Zur Saison 2025/26 übernimmt Lerch erneut das Amt als Cheftrainer der Frauenmannschaft des VfL Wolfsburg.